# Hemsbach
Hemsbach este un oraș din landul Baden-Württemberg, Germania.